# Felleries
Felleries település Franciaországban, Nord megyében. Lakosainak száma 1459 fő (2022. január 1.). Felleries Sars-Poteries, Ramousies, Sémeries, Solre-le-Château, Willies, Beugnies, Clairfayts, Flaumont-Waudrechies és Liessies községekkel határos.

## Népesség
A település népességének változása:
| Lakosok száma | 1490 | 1413 | 1425 | 1420 | 1437 | 1454 | 1458 | 1455 | 1459 |
|               | 2013 | 2015 | 2016 | 2017 | 2018 | 2019 | 2020 | 2021 | 2022 |